# Virginia Kapić
Virginia Kapić (Rotterdam, Nizozemska, 8. prosinca 1978.) bivša je indonezijsko-hrvatska krajnje desna nizozemska politička aktivistica. Bila je suosnivačica Nacionalnog saveza (NA) u Nizozemskoj. Prije toga bila je aktivna u Nizozemskoj narodnoj uniji (NVU) i Novoj nacionalnoj stranci (NNP).
Kapić se deklarira veganskom kršćankom.

## Rane aktivnosti
Kapić je prvi put primijećena kada je krajem 2002. godine djelovala pod imenom Herr Doktor na bijelom nacionalističkom internetskom forumu Stormfront.
Istodobno je postala članica otvoreno neonacističke stranke NVU. Stranku napušta nakon svađe s vođom Constantom Kustersom kojem se divila prije razvoja negativnih odnosa. Nekoliko mjeseci kasnije postala je članica bijelo-nacionalističke stranke NNP gdje je postala članica odbora mladeži stranke.
U studenom 2003. suosnovala je NA s Janom Teijnom. Kapić je postala tajnik stranke i administrator stranačke mrežne stranice.

## Antisemitizam
Godine 2004. imenovana je u šestom Monitoru rasizma i ekstremne desnice (njem. Monitor Rassismus und Rechtsextremismus) Jaapa van Donselaara i Petera R. Rodriguesa iz Zaklade Anne Frank, u kojem je citirano nekoliko njenih antisemitskih izjava. Na forumu NA napisala je, između ostalog: »Vjerujem da su Židovi potpuno odvojena tvorevina. Oni su drugačiji od svih drugih tvorevina na Majci Zemlji i za mene predstavljaju zlo. Zato što su zli, istrijebila bih ih kao što istrebljujemo žohare.« Glasnogovornik NA-a rekao je da su te izjave »mladenačka indiskrecija« i da su Kapićina stajališta u međuvremenu »dorađena«. Također je rekla da »Židovima nije mjesto u Europi i ovdje mogu živjeti samo zato što im (mi) bijelci dopuštamo da postoje«.

## Neonacističke aktivnosti
Kapić je u ožujku 2005. uhićena u Belgiji zajedno s kolegom iz stranke kada je sudjelovala u paravojnom kampu za obuku flamanske neonacističke skupine Bloed, Bodem, Eer en Trouw (hrv. „Krv, tlo, čast i odanost”). Skupina je patrolirala okolicom noseći maske, bojne kostime i noseći opremu za noćno gledanje. Tijekom policijske racije zaplijenjeni su nacistički propagandni materijali i oružje za ubadanje.
Nedugo nakon uhićenja Kapić je podnijela ostavku na mjesto tajnika stranke NA. Ostala je aktivna u pozadini i djelovala kao veza između Nacionalnog saveza i britanske mreže Blood & Honour (hrv. „Krv i čast”). Također je pozvala pristaše stranke da slijede primjer osumnjičenika za terorizam Samira Azzouza i Mohammeda Bouyerija, što je kasnije objasnila time da je mislila na primjer »vjere čvrste kao kamen«.

## Aktivnosti hrvatske dijaspore
Kapić je bila aktivna i u politici hrvatske dijaspore kao vodeći organizator Hrvatske svjetske udruge (eng. CWA, Croatian Worldwide Association), nevladine udruga koja je pokušala osloboditi generala Antu Gotovinu i druge hrvatske generale protiv kojih je podignuta optužnica pred Međunarodnim sudom za ratne zločine počinjene na području bivše Jugoslavije (eng. ICTY). Bila je moderatorica i na forumu CroRadio, gdje je objavljivala rasističke komentare.

## Knjiga
U prosincu 2008. izdala je knjigu pod nazivom De Ongeliefde Waarheid (hrv. „Nevoljena istina”) u kojoj je dala više antisemitskih primjedbi, poput: »oni (Židovi) kontroliraju medije i vladaju SAD-om.« Kapić je u knjizi također zanijekala holokaust: »Nema dokumenata koji dokazuju da su Adolf Hitler i njegov narod ikada izdali naredbu da Židovi trebaju biti otrovani plinom«, te dodala da se »(Hitler Židova) htio riješiti maltretiranjem, što je kasnije rezultiralo koncentracijskim logorima u kojima se radilo na tome« i komentirala kako »rad oplemenjuje.«